# Christian von Tattenbach

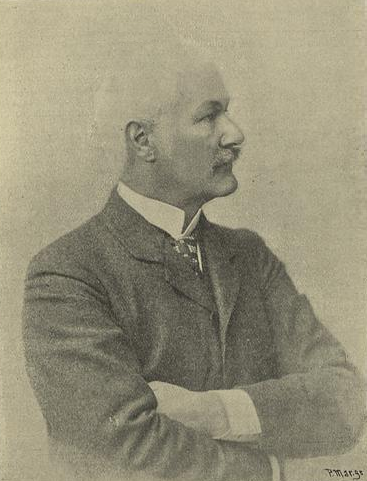
Christian von Tattenbach

Christian Graf von Tattenbach (* 16. Januar 1846 in Landshut; † 10. Februar 1910 in Madrid) war ein deutscher Diplomat.

## Leben
Christian von Tattenbach heiratete Franziska Louise Constanze von Metzler (1856–1934) am 15. Juli 1885 in Frankfurt am Main und war Vater des Diplomaten Franz von Tattenbach. Er war Gesandter in Tanger (1889–1898) und Botschafter in Lissabon (1897–1908) und schließlich in Madrid von 1908 bis zu seinem Tode 1910.

### Marokko
Mulai al-Hassan I. entsandte eine am 23. Mai 1878 von Kaid von Safi Taibi Benhima geleitete Delegation zur Wilhelm I. Er sandte eine weitere Delegation, welche von Gouverneur der Chaouia Abdeslam Ben Rachid Lahrizi geleitet wurde und am 6. Februar 1889 von Wilhelm II. in Bremerhaven empfangen wurde. Wilhelm II. entsandte daraufhin 1889 Tattenbach als seinen Botschafter in der Form eines Ministerresidenten in Tanger zu al-Hassan I. Dieser war nun mit verantwortlich, dass am 1. Juni 1890 der erste deutsch-marokkanische Handelsvertrag in Fès unterzeichnet werden konnte. Sein Nachfolger als Botschafter in Marokko wurde am 29. April 1898 Gustav Adolf Schenck zu Schweinsberg, der von Sultan Abd al-Aziz in Marrakesch empfangen wurde.

### Portugal
Von 1897 bis 1908 war Tattenbach Botschafter von Wilhelm II. bei Karl I. von Portugal in Lissabon. Er hatte die koloniale Strategie von Wilhelm II. zu vertreten, zu der der Versuch gehörte, die Herrschaft über Kolonien Portugals zu erlangen. Als 1898 bekannt wurde, dass es englisch-portugiesische Umschuldungsverhandlungen gab, stellten die Botschafter des Deutschen Reiches in London und Lissabon die friedlichen Beziehungen zur Disposition, falls die deutschen Interessen nicht angemessen berücksichtigt würden. Als Bürgschaft für ein Darlehen über 25 Millionen Mark wurden dem Deutschen Reich in Asien Timor und Goa Damaio, Macao und Diu sowie in Afrika die portugiesischen Gebiete nördlich von Mosambik mit Ausnahme eines Streifens von drei Meilen beiderseits der Cecil Rhodes Trans-African Railway, verpfändet.
Zu Wilhelms II. Auftritt in Tanger zur ersten Marokkokrise am 31. März 1905 war dieser über Portugal gereist und war ab Lissabon durch von Tattenbach begleitet worden. Am 16. Januar 1906 war Tattenbach Verhandlungsteilnehmer bei der Algeciras-Konferenz über Marokko.